# (17764) Schatzman
(17764) Schatzman (1998 ES1) – planetoida z pasa głównego asteroid okrążająca Słońce w ciągu 4,2 lat w średniej odległości 2,6 j.a. Odkryta 2 marca 1998 roku.